# Koreanisches Kulturzentrum

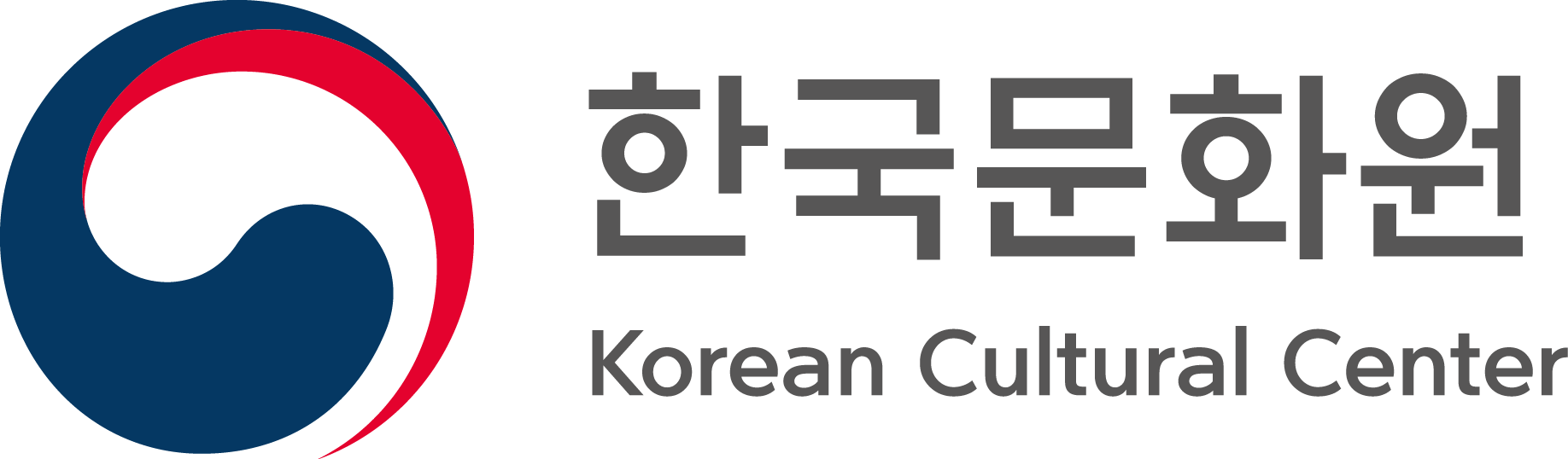
Logo des Koreanischen Kulturzentrums

Das Koreanische Kulturzentrum (한국문화원) ist ein südkoreanisches Kulturinstitut, dessen Aufgabe die Präsentation des Landes nach außen ist. Es kann als südkoreanisches Pendant zum deutschen Goethe-Institut angesehen werden.

## Allgemeines

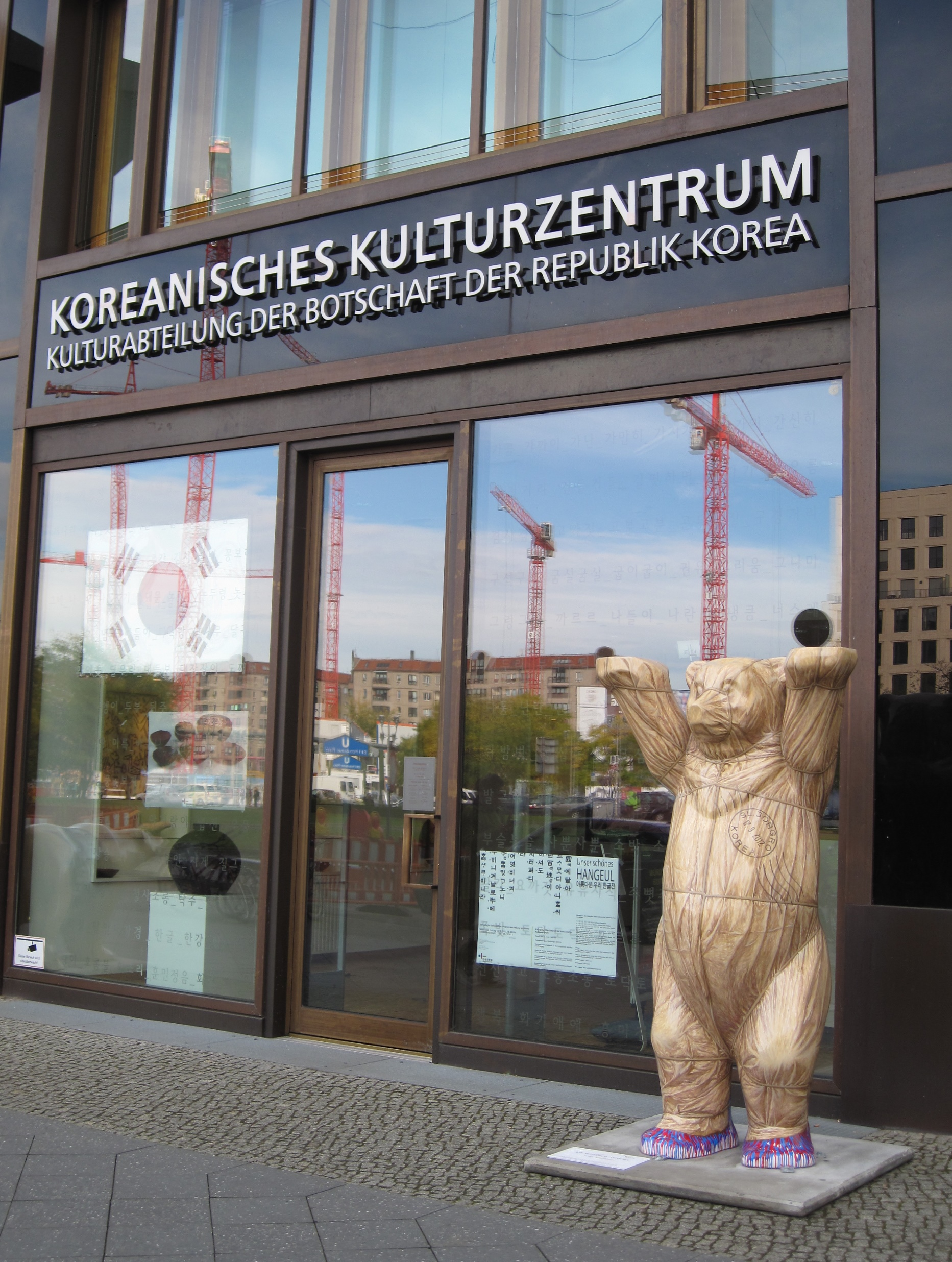
Koreanischen Kulturzentrum in Berlin

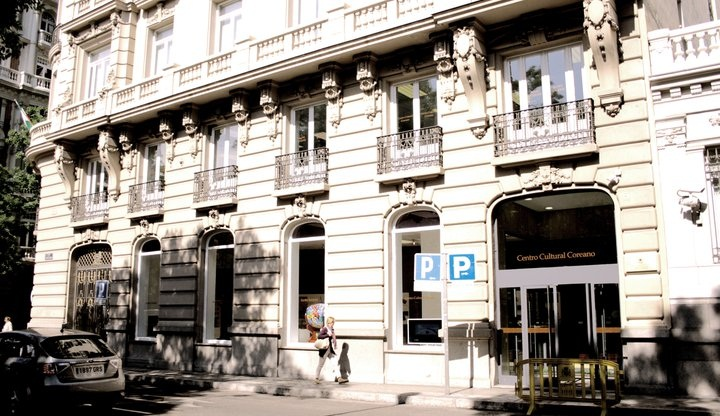
Koreanischen Kulturzentrum in Madrid

Das Kulturzentrum wurde 2009 von Südkoreas Ministerium für Kultur, Sport und Tourismus gegründet. Es hat die Aufgabe, Kenntnisse über die koreanische Kultur in der Welt zu verbreiten.

## Liste der Koreanische Kulturzentren

Länder wo das Kulturzentrum eine Niederlassung hat
Südkorea

Das Kulturzentrum ist mit 24 Niederlassungen in 20 Ländern vertreten:

### Afrika
- Ägypten – Kairo
- Nigeria – Abuja

### Asien und Ozeanien
- Australien – Sydney
- Indien – Neu-Delhi
- Indonesien – Jakarta
- Japan – Tokio und Osaka
- Kasachstan – Astana
- Philippinen – Taguig City
- Thailand – Bangkok
- Vietnam – Hanoi
- Volksrepublik China – Peking und Shanghai

### Europa
- Belgien – Brüssel
- Deutschland – Berlin
- Frankreich – Paris
- Ungarn – Budapest
- Polen – Warschau
- Russland – Moskau
- Spanien – Madrid
- Türkei – Ankara
- Vereinigtes Königreich – London

### Nord- und Südamerika
- Argentinien – Buenos Aires
- Brasilien – São Paulo
- Mexiko – Mexiko-Stadt
- Vereinigte Staaten – Washington, D.C., Los Angeles und New York City